# مسجد المولوية (القدس)
مسجد المولوية أو التكية المولوية مسجد أثري يعود تاريخه إلى الحقبة العثمانية في فلسطين. يقع داخل أسوار البلدة القديمة لمدينة القدس. يُنسب هذا المسجد إلى إحدى الطرق الصوفية وهي الطريقة المولوية، ويرجع تاريخ إنشاءه إلى القرن العاشر الهجري، حيث أنشأه أحد أمراء القدس (خداوند كار بك) سنة 995 هـ / 1586 م.
يتكون الجامع من طابقين، الأول منها كان كنيسة بناها الصليبيون إبان احتلالهم للقدس تُدعى  كنيسة القديسة أغنس، ثم حوّله المسلمون إلى مسجد بعد إسترداد القدس،  كما بنى العثمانيون الطابق الثاني، ومئذنة الجامع، وبعض الغرف الملحقة به شرقي ساحته المكشوفة. ويُستخدم الجامع الآن في الصلاة، كما تقيم بعض الأسر الفلسطينية في بعض غرفه.